# Río Agusan

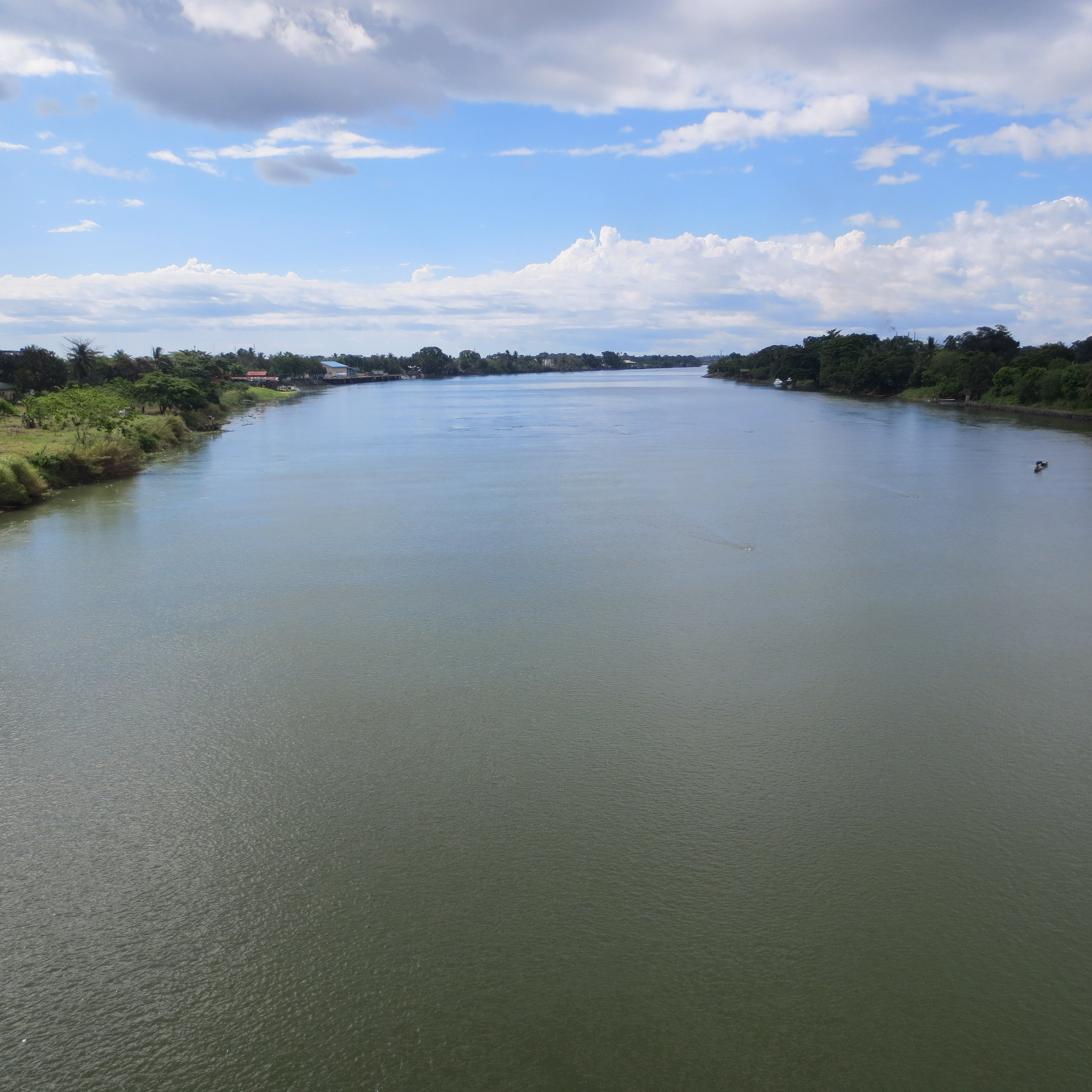
Vista del Río Agusan

El río Agusan es un río ubicado en la isla de Mindanao, en Filipinas. 
Nace en el sureste y fluye en dirección norte unos 390 km hasta desaguar en la bahía Butuan, en el mar de Bohol, donde forma un fértil valle de 65 a 80 km de ancho entre las tierras altas de Mindanao y la cordillera del Pacífico, siendo navegable en un tramo de 260 km. A pesar de los primeros contactos con los españoles en el siglo XVII, la mayor parte del valle permaneció escasamente poblada por los nativos.
- Datos: Q398774
- Multimedia: Agusan River / Q398774